# Lillsjön (Frötuna socken, Uppland)
Lillsjön är en sjö i Norrtälje kommun i Uppland och ingår i Norrtäljeån-Åkerströms kustområde.